# Iharkutosuchus makadii
Iharkutosuchus makadii è un arcosauro estinto, strettamente imparentato con i coccodrilli. Visse nel Cretaceo superiore (circa 80 milioni di anni fa) e i suoi resti sono stati ritrovati in Ungheria.

## Descrizione
Questo animale, lungo circa 80 centimetri, possedeva un cranio corto, basso e relativamente largo. Le caratteristiche più notevoli dello iharkutosuco riguardano la dentatura fortemente eterodonte (ovvero diversificata), al contrario di quella della maggior parte dei rettili. I denti anteriori infatti erano simili a incisivi, mentre man mano che si procedeva verso il retro della mascella, gli altri denti erano simili a premolari e poi a molari. Il rivestimento dei denti suggerisce che questo animale era in grado di esercitare una sorta di movimento laterale della mandibola nel momento del morso.

## Classificazione
Nonostante le caratteristiche peculiari, lo iharkutosuco è considerato una forma abbastanza primitiva di coccodrillo, forse affine ai primi veri coccodrilli come Hylaeochampsa o Isisfordia. In ogni caso, le specializzazioni notevoli della dentatura implicano che questo animale non può essere posto sulla linea evolutiva che ha condotto alla differenziazione delle attuali famiglie di coccodrilli.

## Stile di vita
Probabilmente lo iharkutosuco era un piccolo erbivoro, che si cibava di piante particolarmente dure e fibrose, le quali venivano triturate dalla forte dentatura. Nello stesso ambiente di Iharkutosuchus vivevano numerosi altri erbivori, tra cui alcuni dinosauri (ad esempio il nodosauride Hungarosaurus) e lucertole poliglifanodontidi.